# Škrljevo, Hrvaška
Škrljevo je naselje na Hrvaškem, ki upravno spada pod mesto Bakar; le-ta pa spada pod Primorsko-goransko županijo.
Škrljevo (prej Škrljevo Gornje) je naselje v Hrvaškem primorju. Leži ob železniški progi Reka-Karlovec–Zagreb nad Bakarskim zalivom na nadmorski višini 262 m okoli 14 km jugovzhodno od Reke. Proti koncu 17. stoletja se v starih listinah prvič omenja kot naselje Villa Sherglievo. V naselju stoji župnijska cerkev Presvetoga Srca Isusova postavljena leta 1897. Od leta 1991 je Škrljevo samostojna občina.

## Demografija
| Pregled števila prebivalcev po letih | Pregled števila prebivalcev po letih | Pregled števila prebivalcev po letih | Pregled števila prebivalcev po letih | Pregled števila prebivalcev po letih | Pregled števila prebivalcev po letih | Pregled števila prebivalcev po letih | Pregled števila prebivalcev po letih | Pregled števila prebivalcev po letih | Pregled števila prebivalcev po letih | Pregled števila prebivalcev po letih | Pregled števila prebivalcev po letih | Pregled števila prebivalcev po letih | Pregled števila prebivalcev po letih | Pregled števila prebivalcev po letih |      |      |
| ------------------------------------ | ------------------------------------ | ------------------------------------ | ------------------------------------ | ------------------------------------ | ------------------------------------ | ------------------------------------ | ------------------------------------ | ------------------------------------ | ------------------------------------ | ------------------------------------ | ------------------------------------ | ------------------------------------ | ------------------------------------ | ------------------------------------ | ---- | ---- |
| 1857                                 | 1869                                 | 1880                                 | 1890                                 | 1900                                 | 1910                                 | 1921                                 | 1931                                 | 1948                                 | 1953                                 | 1961                                 | 1971                                 | 1981                                 | 1991                                 | 2001                                 | 2011 | 2021 |
| 1179                                 | 923                                  | 902                                  | 838                                  | 768                                  | 745                                  | 786                                  | 861                                  | 745                                  | 731                                  | 906                                  | 955                                  | 1088                                 | 1127                                 | 1153                                 | 1344 | 1158 |